# Sokół Chorzów
SCS Sokół Chorzów – polski, pierwszoligowy  kobiecy klub siatkarski z Chorzowa.
W 2010 roku w wyniku porozumienia z MOSiR Mysłowice utworzono klub Mosir/Sokół Silesia Volley, który wystawił w rozgrywkach sezonu 2010/2011 zespoły w I, II i III lidze. . Mecze zespołu będą rozgrywane w Mysłowicach i Chorzowie.